# Marshfield Hills
Marshfield Hills é um lugar designado pelo censo localizado no condado de Plymouth no estado estadounidense de Massachusetts. No Censo de 2010 tinha uma população de 2.356 habitantes e uma densidade populacional de 184,29 pessoas por km².

## Geografia
Marshfield Hills encontra-se localizado nas coordenadas 42° 08′ 37″ N, 70° 43′ 50″ O. Segundo a Departamento do Censo dos Estados Unidos, Marshfield Hills tem uma superfície total de 12.78 km², da qual 11.85 km² correspondem a terra firme e (7.31%) 0.93 km² é água.

## Demografia
Segundo o censo de 2010, tinha 2.356 pessoas residindo em Marshfield Hills. A densidade populacional era de 184,29 hab./km². Dos 2.356 habitantes, Marshfield Hills estava composto pelo 96.52% brancos, o 0.76% eram afroamericanos, o 0.21% eram amerindios, o 1.1% eram asiáticos, o 0% eram insulares do Pacífico, o 0.17% eram de outras raças e o 1.23% pertenciam a duas ou mais raças. Do total da população o 0.55% eram hispanos ou latinos de qualquer raça.